# Fábio Barros
Fábio Barros (, ) é um compositor, cantor, violinista, violeiro e produtor musical brasileiro.
Já lançou três discos: Circo de pulgas (2006), Enquanto eu caminhava (2009) e O mundo lá dentro (2013).
Compôs a trilha sonora original, ao lado de Beto Villares, do documentário Belo Monte, Anúncio de uma Guerra, de André D'Elia. Compôs e produziu, ao lado de Gabriel Nascimbeni, a trilha sonora da série de televisão Presidentes Africanos, premiada pela Associação Paulista de Críticos de Arte (APCA), em 2013.
Em 2014 compôs e produziu 13 músicas para a série de documentários belga Football Made in Brazil, exibida em 50 países nos cinco continentes.